# Taula de Forces Polítiques i Sindicals del País Valencià
Taula de Forces Polítiques i Sindicals del País Valencià (TFPSPV) fou un organisme col·lectiu aparegut de la fusió de la Junta Democràtica d'Espanya i del Consell Democràtic del País Valencià a València el 1976. Pretendre oferir un front unitari democràtic i representatiu de totes les forces polítiques i sindicals del País Valencià enmig del procés de la Transició espanyola. Entre els acords que es van prendre destaquen:
- Organitzar un procés preautonòmic amb la formació d'una Generalitat provisional
- Cooficialitat del català i el castellà
- Establiment d'un marc jurídic basat en els principis i les institucions d'un estatut d'autonomia,
- Elecció de representants per a una Assemblea Constituent del País Valencià.
- Restabliment de les llibertats fonamentals (reunió, expressió, manifestació)
- Derogació i supressió de lleis i institucions de la dictadura franquista
- Amnistia per als presos polítics.

Des d'un principi formaven part de la Taula Comissions Obreres (CCOO), Convergència Socialista del País Valencià (després Partit Socialista del País Valencià, PSPV), Demòcrates Independents del País Valencià, Organització Comunista d'Espanya-Bandera Roja (OCE-BR), Partit Comunista d'Espanya (després Partit Comunista del País Valencià), Partit Socialista d'Alliberament Nacional dels Països Catalans (PSAN), Partido Socialista Popular (PSP), Partit Carlista del País Valencià, Partit Socialista Obrer Espanyol (PSOE), Partit del Treball d'Espanya (més tard Partit del Treball del País Valencià), Unificació Comunista d'Espanya, Unió Democràtica del País Valencià (UDPV), Moviment Comunista del País Valencià (MCPV) i la Unió Sindical Obrera. Poc després s'hi uní la UGT i se n'anà l'OCE.
Realitzà diverses reunions amb organitzacions similars d'arreu d'Espanya i representà el País Valencià dins la Coordinació Democràtica, organisme que les englobà totes. En la trobada unitària de l'oposició democràtica del 4 de setembre de 1976, la seua representant a la mesa que presidia la reunió fou Laura Pastor Collado, dirigent del Partit Carlí del País Valencià.
La Taula organitzà manifestacions en defensa de les seues reivindicacions i proposà de celebrar la Diada Nacional del País Valencià, prohibida aleshores. Es va dissoldre durant el procés electoral de 1977.